# 1015

## Esdeveniments
- Canut II de Dinamarca envaeix novament Anglaterra
- Guerra civil a Rússia
- Ermengol II conquereix l'àrea de Guissona
- Muyahid, emir de Dènia, s'annexiona les Balears.

## Naixements
- Andreu I d'Hongria